# كلايتون ميتشيل
كلايتون ميتشيل (بالإنجليزية: Clayton Mitchell)‏ هو سياسي أسترالي، ولد في 11 ديسمبر 1900، وتوفي في 1 يوليو 1988. انتخب عضو الجمعية التشريعية لأستراليا الغربية.